# Архијерејско намесништво прво лесковачко
Архијерејско намесништво прво лесковачко сачињава одређени број црквених општина и парохија Српске православане цркве у Епархији нишкој, под надзором архијерејског намесника са седиштем у Лесковцу у  храму Свете Тројице. Административно намесништво припада општини Лесковац и Јабланичком управном округу.
Намесништво опслужује вернике из Лесковца, Вучја,  и околних села, и у свом саставу има - сакралне објеката изграђена у периоду од 19. до 21. века. У последњих двадесет година цркве намесништва доведене су у функционално стање неопходно за Богослужење верујућег народа.
У саставу Архијерејског намесништва Првог Лесковачког је 18 парохије са ... храмова.

## Парохије, седиште и области
| Парохија                          | Парохијски храм | Седиште парохије                                               | Области |
| --------------------------------- | --------------- | -------------------------------------------------------------- | --- |
| Храм Свете Тројице, шест парохија |                 | Лесковац Саборни храм Свете Тројице                            | - Део Лесковца |
| Кумаревске, четири парохије       |                 | Кумарево Храм Свете преподобне Параскеве                       | - Села — Доње Крајинце, Горње Крајинце, Злоћудово, Номаница, део Бобишта |
| Рударске, две парохије            |                 | Рударе Храм Свете великомученице Параскеве                     | - Села — Рударе, Велико Трњане, Доња Јајина, Горња Јајина, Пресечина, Паликућа, Шишинце, Кукуловце                                                                             |
| Белопоточка                       |                 | Бели Поток Црква Светог великомученика Георгија у Белом Потоку | - Села — Бели Поток, део Жабљана, Стројковце, Шаиновац, Брза, Горина |
| Вучјанска                         |                 | Вучје Храм Рођења Светог Јована Крститеља                      | - Вучје, део Жабљана - Села — Букова Глава, Калуђерце, Црцавац, Влашко Поље |
| Градашничка                       |                 | Градашница Храм Светог архангела Гаврила у Градашници          | - Градашница, Пискупово, Липовица, Орашац, Јарсеново, Ступница, Велика Биљаница, Горња Слатина, Доња Слатина                                                                   |
| Јашуњско-бабичка                  |                 | Јашуња Храм Манастира Рођења Светог Јована Крститеља у Јашуњи  | - Села — Јашуња, Злокућане, Доња Купиновица, Горња Купиновица, Дрћевац, Доња Локошница, Горња Локошница, Ораовица, Голема Њива, Црковница, Бабичко, Разгојна, Грданица, Смрдан |
| Ораовичка                         |                 | Ораовица Храм Светог оца Николаја                              | - Села — Ораовица, Слатина, Мала Копашница, Велика Копашница, Добротин, Падеж, Несврта, Бистрица                                                                               |
| Чукљеничка                        |                 | Чукљеник Храм Светог оца Николаја у Чукљенику                  | - Села — Чукљеник, Накривањ, Бара, Зољево, Тулово, Загужане, Мала Грабовница, Велика Грабовница                                                                                |

## Храмови у парохијама
| Парохија           | Седиште парохије | Храмови |
| ------------------ | ---------------- | --- |
| Лесковачке, шест   | Лесковац         | Саборни храм Свете Тројице у Лесковцу Храм Успења Пресвете Богородице у Лесковцу                                                                                                  |
| Кумаревске, четири | Кумарево         | Храм Свете преподобне мајке Параскеве у Кумареву Нови храм Свете преподобне мајке Параскеве у Кумареву Црква Светог Илије у Кумареву Храм Свете великомученице Недеље у Јелашници |
| Рударске, две      | Рударе           | Храм Свете великомученице Параскеве у Рудару Храм Светих врачева Козме и Дамјана у Шишинцу                                                                                        |
| Белопоточка        | Рударе           | Храм Светог великомученика Георгија у Белом Потоку Капела Источни Петак у Жабљану                                                                                                 |
| Вучјанска          | Вучје            | Храм Рођења светог Јована Крститеља у Вучју Капела Свете великомученице Марине у Брзи Капела Светог Пантелејмона у Горини                                                         |
| Градашничка        | Градашница       | Храм Светог архангела Гаврила у Градашници Храм Светог Николаја у Јарсенову Храм Свете преподобне Параскеве у Ступници                                                            |
| Јашуњско-бабичка   | Јашуња           | Храм Рођења Светог Јована Крститеља у Јашуњи Храм Светих апостола Петра и Павла у Доњој Локошници Храм Силаска Светог Духа на апостоле у Бабичком                                 |
| Ораовичка          | Ораовица         | Храм Светог оца Николаја у Ораовици |
| Чукљеничка         | Чукљеник         | Храм Светог оца Николаја у Чукљенику Храм Светог архангела Гаврила у Накривњу |

## Галерија
- Црква Оџаклија у Лесковцу
- Стара црква Свете Петке у Кумареву
- Црква Светог Илије у Кумареву
- Црква Свете великомученице Недеље у Јелашници
- Капела Светог Пантелејмона у Горини